# Plestiodon oshimensis
Espèce
Synonymes
- Eumeces oshimensis Thompson, 1912
- Eumeces marginatus oshimensis Thompson, 1912
- Plestiodon marginatus oshimensis (Thompson, 1912)
- Eumeces marginatus amamiensis Van Denburgh, 1912
- Plestiodon marginatus amamiensis (Van Denburgh, 1912)
- Eumeces marginatus kikaigensis Van Denburgh, 1912
- Plestiodon marginatus kikaigensis (Van Denburgh, 1912)

Plestiodon oshimensis est une espèce de sauriens de la famille des Scincidae.

## Répartition
Cette espèce est endémique des îles Amami au Japon. Elle se rencontre dans les îles Kikaigashima et Amami-Ōshima.

## Étymologie
Son nom d'espèce, composé de oshim et du suffixe latin -ensis, « qui vit dans, qui habite », lui a été donné en référence au lieu de sa découverte, les îles Oshima, autre nom des îles Amami.

## Publications originales
- Thompson, 1912 : Prodrome of descriptions of new species of Reptilia and Batrachia from the Far East. Herpetological notices, no 2, p. 1-4 (texte intégral).
- Van Denburgh, 1912 : Concerning certain species of reptiles and amphibians from China, Japan, the Loo Choo Islands, and Formosa. Proceedings of the California Academy of Sciences, sér. 4, vol. 3, no 10, p. 187-258 (texte intégral).